# Senden
Senden (pronunciación en alemán: /ˈzɛndn̩/ⓘ) es una ciudad situada en el distrito de Nuevo Ulm, en el estado federado de Baviera (Alemania), con una población a finales de 2016 de unos 22 128 habitantes.
Se encuentra ubicada al oeste del estado, en la región de Suabia, a poca distancia de la frontera con el estado de Baden-Wurtemberg.